# Malthonica silvestris
Malthonica silvestris är en spindelart som först beskrevs av Ludwig Carl Christian Koch 1872.  Malthonica silvestris ingår i släktet Malthonica och familjen trattspindlar. Inga underarter finns listade i Catalogue of Life.